# Larry Muhoberac
Larry Muhoberac (nacido Lawrence Gordon Muhoberac, Jr. el 12 de febrero de 1937 - 4 de diciembre de 2013) fue un músico, productor, y compositor estadounidense, también conocido por los seudónimos Larry Owens y Larry Gordon.
Muhoberac es conocido gracias a su trabajo en los teclados con el grupo TCB Band, la banda que acompañó durante años a Elvis Presley. Su debut con el grupo tuvo lugar en el Hotel Internacional de Las Vegas, Nevada el 31 de julio de 1969, Tras varios años de gira, fue reemplazado al piano por Glen Hardin. Otros miembros de la banda fueron James Burton (guitarra solista), Jerry Scheff (bajo), John Wilkinson (guitarra rítmica) y Ronnie Tutt (batería).
Muhoberac nació y creció en Luisiana, donde comenzó a tocar el acordeón y el piano a los cinco años. Con veinte años, se marchó junto a Woody Herman y se mudó a Memphis, Tennessee en 1959. En 1961, utilizando el nombre de "Larry Owens", su banda participó en dos de los conciertos benéficos de Elvis Presley.
A principios de los sesenta se trasladó a la Costa Oeste para trabajar como músico de estudio. Allí trabajó en las bandas sonoras de las películas de Presley. Se hizo con una buena reputación como teclista, primero acompañando a Elvis y después junto a Neil Diamond, Tina Turner, Ray Charles, Tanya Tucker, Ray Conniff y Barbra Streisand entre otros. Al final de su carrera destacó como arreglista para bandas como Seals & Crofts y The Archers. Emigró a Australia en 1986 donde continuó trabajando como productor y arreglista.
Está casado con Andra Willis, vocalista de The Lawrence Welk Show. Es autor del tema de apertura titulado "Interlude", de The Joy of Painting.
A partir de febrero de 2015, tras años de sufrir demencia, Larry fue ingresado en una institución.
Sus hijos, Jamie Muhoberac y Parrish Muhoberac, son también reconocidos músicos de sesión, arreglistas, productores e ingenieros.

## Discografía seleccionada
- Nancy & Lee Again (1972) Nancy Sinatra & Lee Hazlewood (Arreglos)
- Woman (1973) Nancy Sinatra (Arreglos)
- Cherry Smiles: The Rare Singles (2009) Nancy Sinatra (piano)
- Frankie & Johnny (1966) Elvis Presley (teclados)
- Paradise Hawaiian Style (1966) Elvis Presley (teclados)
- Speedway (1968) Elvis Presley (teclados)
- Stay Away Joe (1968) Elvis Presley (teclados)
- Elvis: In Person At The International Hotel, Las Vegas, Nevada [LIVE] April 1970 (teclados)
- Elvis On Stage: February 1970 –LIVE- (teclados)
- Rock Requiem (1971) Lalo Schifrin
- Stony End (1971) Barbra Streisand (teclados)
- Summer Breeze (1972) Seals & Crofts (teclados)
- Diamond Girl (1973) Seals & Crofts (teclados)
- I Am I Said (1973) Neil Diamond (teclados)
- Fresh Surrender (1976) The Archers (teclados)
- TNT (1978) Tanya Tucker (teclados)
- Stand Up! (1979) The Archers (Productor/Arreglos/teclados
- "America's Greatest Hero" (1984) Joey Scarbury (Piano)
- "Stormy Weather" (1991 Grace Knight (Productor/Arreglos)
- "Neon Ballroom" (1999) Silverchair (Arreglos)
- "Diorama" (2002) Silverchair (Arreglos)